# Główna linia Hokuriku
Główna linia Hokuriku (jap. 北陸本線 Hokuriku-honsen) – linia kolejowa o długości 358,3 km zarządzana przez West Japan Railway Company z Maibara do Jōetsu. Obsługuje region Hokuriku, na północnym wybrzeżu Honsiu, największej wyspy Japonii. Łączy również inne regiony: Kinki, Tōkai, Kantō i Tōhoku.